# Junior Bozzella
Nicolino Bozzella Junior (Santos, 19 de agosto de 1980) é um advogado, empresário e político brasileiro, filiado ao União Brasil (UNIÃO).
Bozzella exerceu o mandato de deputado federal por São Paulo na 56° legislatura (2019-2023).

## Carreira política
Bozzella foi vereador da cidade de São Vicente entre os anos de 2013 a 2016 e disputou outras eleições para o mesmo cargo na eleição municipal de 2008, onde lançou-se candidato pela primeira vez e mais recentemente nas eleições municipais de 2016 para o cargo de prefeito de São Vicente, no qual obteve 12.661 votos, 7,31% dos válidos, e foi o terceiro mais sufragado, assim em ambos os pleitos não foi eleito. Após o fim de seu mandato como parlamentar, foi nomeado superintendente do Estado de São Paulo da Fundação Nacional de Saúde (Funasa).

### Deputado Federal (2019-2023)
Em 2019, repercutiu com um projeto de lei visando a criminalização de jogos eletrônicos considerados violentos, como reação ao Massacre de Suzano; justificando que o convívio com videogames violentos pode levar os jovens a cometerem "atos de violência massiva". A proposta de Júnior foi criticada por vários setores, que a consideraram como "censuradora" e um "retrocesso" que poderia trazer prejuízos econômicos ao país.